# Fred Kirkham
Frederick Thomas Kirkham, detto Fred (Preston, 18 ottobre 1865 – Lytham St Annes, 17 ottobre 1936), è stato un arbitro di calcio e allenatore di calcio inglese.

## Carriera

### Arbitro
Iniziò la propria carriera arbitrale nel 1903, dirigendo la gara giocata tra Galles e Scozia il 9 marzo. Ai tempi era stato selezionato tra i primi tre arbitri al mondo secondo l'IFFHS. Successivamente arbitrò alcuni incontri internazionali della Scozia, tra i quali quello contro l'Irlanda del 26 marzo 1904, ed un altro scontro contro il Galles del 6 marzo 1905. Nel 1906 ebbe il permesso di arbitrare la finale di FA Cup 1905-1906. Tornò ad arbitrare incontri internazionali nel 1913, dirigendo la gara tra Belgio e Paesi Bassi.

### Allenatore
Appena dopo aver arbitrato una gara di Southern League tra Tottenham e Watford, proprio gli Spurs decisero di nominarlo a sorpresa come nuovo tecnico della squadra il 22 aprile 1907. Egli, durante la sua esperienza nel club londinese, non venne ricordato come buon tecnico: secondo varie testate giornalistiche, non era particolarmente apprezzato sia dai giocatori che dai tifosi e le sue dimissioni avvenute nel 1908 a causa dello scioglimento del suo contratto sarebbero comunque state un'ovvietà.